# Albert Kündig (Politiker)
Albert Kündig (* 30. April 1838 in Bussenhausen bei Pfäffikon; † 20. August 1908 in Pfäffikon) war ein Schweizer Unternehmer und Politiker der Demokratischen Partei.

## Leben

### Familie
Albert Kündig war der Sohn des Baumwollfabrikanten Johann Jakob Kündig († 1863) und dessen Ehefrau Anna Barbara (geb. Kuhn).
Er war seit 1866 mit Anna, der Tochter des Bezirksgerichtspräsidenten Johann Jakob Stiefel (1802–1857) aus Pfäffikon, verheiratet; gemeinsam hatten sie vier Kinder.
Albert Kündig verstarb an einem Herzinfarkt. Seine Beisetzung erfolgte auf dem Friedhof in Pfäffikon.

### Werdegang
Albert Kündig besuchte die Primar- und Sekundarschule in Pfäffikon, bevor er von 1853 bis 1855 an der Handelsabteilung der Industrieschule (siehe Kantonsschule Rämibühl) in Zürich ausgebildet wurde und anschliessend eine vierjährige Lehre in der Baumwollbranche in der Firma Imhof & Cie in Winterthur, absolvierte.
Nach Beendigung seiner Ausbildung wurde er Leiter zweier Ferggereien in Tablat bei Turbenthal und Bauma. Er übernahm 1863 das Geschäft seines Vaters und eine Wirtschaft in Pfäffikon.
Ab 1866 betätigte er sich auch juristisch und war erst Kreisrichter, darauf Friedensrichter (siehe Schlichtungsbehörde), und von 1874 bis zu seinem Tod Präsident des Bezirksgerichts Pfäffikon. Er war unter anderem Vormund eines verurteilten Elternmörders und sprach sich, nachdem er bei verschiedenen Besuchen im Gefängnis gesehen hatte, unter welchen Umständen der Gefangene lebte, für eine Gefängnisreform aus.
Von 1873 bis 1874 war er Verwalter und von 1881 bis 1908 Präsident des Verwaltungsrats der Spar- und Leihkasse des Bezirks Pfäffikon, der Elektrischen Kraftübertragung Pfäffikon AG sowie der Wasserversorgung Pfäiffkon AG.
Er nahm 1870 an der Grenzbesetzung während des Deutsch-Französischen Kriegs (siehe Schweiz im Deutsch-Französischen Krieg) als Quartiermeister teil und war seit 1889 in der Schweizer Armee Leutnant der Verwaltungstruppen; 1899 hatte er den Dienstgrad eines Hauptmanns.

### Politisches und gesellschaftliches Wirken
Albert Kündig betätigte sich politisch mit der Förderung lokaler und regionaler Belange.
Für die Demokratische Partei war er von 1872 bis 1902 Zürcher Kantonsrat und vom 7. Dezember 1891 bis zum 20. August 1908 Nationalrat; im Nationalrat folgte ihm Fritz Studer.
Er war Gemeindegutsverwalter und seit 1891 Steuerkommissär des Kantons Zürich.
Als Mitglied der Brandassekuranzkommission folgte ihm der Kantonsbaumeister Hermann Fietz (1869–1931).
Er gehörte auch zu den Gründern des 1900 in Pfäffikon eröffneten Pestalozziheims.